# Likino-Duljovo
Likino-Duljovo (rusky Ликино́-Дулёво) je město v Moskevské oblasti v Ruské federaci. Při sčítání lidu v roce 2010 mělo přes jednatřicet tisíc obyvatel.

## Poloha a doprava
Likino-Duljevo leží přibližně sto kilometrů východně od Moskvy. Deset kilometrů severně od něj leží Orechovo-Zujevo, které je se 120 tisíci obyvateli správním střediskem rajónu.

## Dějiny
Město vzniklo v roce 1930 sloučením vesnic zvaných Likino a Duljovo. Vesnice Duljovo vznikla v 30. letech 18. století jako zázemí porcelánky a Likino vzniklo v roce 1870 jako zázemí textilky.
Městem je Likino-Duljovo od roku 1937.

## Hospodářství
Ve městě sídlí Duljovská porcelánka a Likinský autobusový závod (LiAZ).

## Pamětihodnosti
Nejznámější stavbou města je kulturní dům místní porcelánky vyprojektovaný Konstantinem Stěpanovičem Melnikovem.